# Xiphophorus clemenciae
Xiphophorus clemenciae là một loài cá trong họ Poeciliidae. Đây là loài bản địa México.